# Alue Peudeung
Alue Peudeung is een bestuurslaag in het regentschap Aceh Barat van de provincie Atjeh, Indonesië. Alue Peudeung telt 444 inwoners (volkstelling 2010).